# بيري ريس
أحمد محيي الدين بيري ((بالتركية العثمانية: حاجي أحمد محيتين پيري بك) ؛ (بالتركية: Ahmet Muhiddin Piri)) الشهير بالتركية بـ «بيري ريس» (بالتركية: Piri Reis) ‏(ولد ما بين 1465 و1470 وتوفي ما بين 1554 و1555). هو قبطانٌ بحريٌ وراسم خرائط عثمانيٍ مسلمٍ من القومية التركية ، ويُنسب له أنه مكتشف أمريكا الحقيقي بعد الكشف عن خرائط له تقر بذلك.
بيري ريس معروفٌ في المقام الأول اليوم بخرائطه ومخططاته التي تم جمعها في كتابه «كتابِ بحرية»، وهو كتابٌ يحتوي على معلوماتٍ مفصلةٍ عن تقنيات الملاحة المبكرة بالإضافة إلى مخططاتٍ دقيقةٍ نسبيًا لوقتهم، ويصف الموانئ والمدن المهمة في البحر المتوسط. اكتسب شهرةً كرسام خرائط عندما تم اكتشاف جزءٍ صغيرٍ من أول خريطةٍ للعالم أعد عام 1513، في عام 1929 في قصر توبكابي في إسطنبول. خريطة العالم الخاصة به هي أقدم أطلسٍ تركيٍ معروفٍ يُظهر العالم الجديد، وواحدةٌ من أقدم خرائط أمريكا التي لا تزال موجودةً في أي مكانٍ (أقدم خريطةٍ معروفةٍ لأمريكا هي الخريطة التي رسمها خوان دي لا كوسا في عام 1500). تتركز خريطة بيري ريس على الصحراء عند خط عرض مدار السرطان.
مع اشتداد وطأة الهجمة البرتغالية على كافة البلدان الإسلامية في مطلع القرن السادس عشر، اهتم العثمانيون بالجغرافيا البحرية، واستطاع البحارة العثمانيون آنذاك أن يصلوا إلى المحيط الأطلسي ويبلغوا بحر الهند، ورسموا خرائط السواحل (بورتلان). وأول من برز في ذلك المجال كان بيري ريس.
وإذا علمنا أنه كان رُبّانًا على إحدى السفن في معركة مودون البحرية عام 1500م، وكان عمره آنذاك بين 30 - 35 عامًا، لأمكننا أن نتوقع أنه وُلد خلال 1465 - 1470. نشأ بحارًا، واشترك مع عمه كمال ريس (المتوفي في 16 شوال 916 هـ / 16 يناير 1511 م) في بعض المعارك البحرية، ثم جرى تعيينه قائدًا على أسطول السويس، واستطاع الاستيلاء على مسقط عام 1551 م، واشتبك في البصرة مع الأسطول البرتغالي وهُزم في تلك المعركة، ثم عاد إلى مصر. ونتيجة لدسائس والي البصرة قباد باشا، تم إعدامه في مصر عام 960 هـ (1552 م) أو عام 962 هـ (1555 م) حسب بعض المصادر الأخرى.

## الحملة العثمانية ضد البرتغاليين
أرسل الخليفة سليمان القانوني حملةً بحريةً بقيادة بيري ريس فاستردت عدن عام 958 هـ، ثم سارت إلى الشحر، وأخيراً رست سفنها في مسقط، وألقت الحصار عليها، وألزمت القائد البرتغالي على الاستسلام، ثم سارت إلى هرمز، ولم تستطع دخولها، فانطلقت إلى جزيرة قشم فاحتلتها، ومنها إلى البصرة، ثم رجعت إلى البحرين عندما علمت بمجيء نجدة من الهند إلى البرتغاليين، ثم عادت إلى السويس حيث استدعى قائدها بيري ريس إلى استانبول، وأعدم لفشل حملته، إذ ظهر أنه كان سبباً في ذلك الفشل حيث بدأ يعمل في التجارة، أو كان اهتمامه بشؤون الحملة ضعيفاً. وجاءت حملة من السويس لإنقاذ مسقط فاستطاعت دخولها عام 959 هـ، ثم غادرت.

## علاقته بالأمير شاهزاده مصطفى
عُرف بدعمه للأمير شاهزاده مصطفى وتأمين حمايته دون معرفة الأمير، وإنشاء حلفٍ لدعم الأمير ومحاولة جعله في السلطة بعد وفاة السلطان سليمان القانوني.

## «كتابِ بحرية»

خريطة العالم كما رآه بيري رييس في مطلع كتاب البحرية.

بيري ريس هو مؤلف «كتابِ بحرية»، وهو أحد أشهر أعمال رسم الخرائط في تلك الفترة. يقدم الكتاب للبحارة معلوماتٍ عن ساحل البحر الأبيض المتوسط، والجزر، والمعابر، والمضايق، والخلجان؛ أين تلجأ في حالة حدوث عاصفة، وكيفية الاقتراب من الموانئ.
نُشر العمل لأول مرةٍ في عام 1521، وتم تنقيحه في 1524-1525 بمعلوماتٍ إضافيةٍ ومخططاتٍ مصممةٍ بشكلٍ أفضلٍ لتقديمه كهديةٍ للسلطان سليمان الأول.

## معرض لبعض خرائط بيري ريس

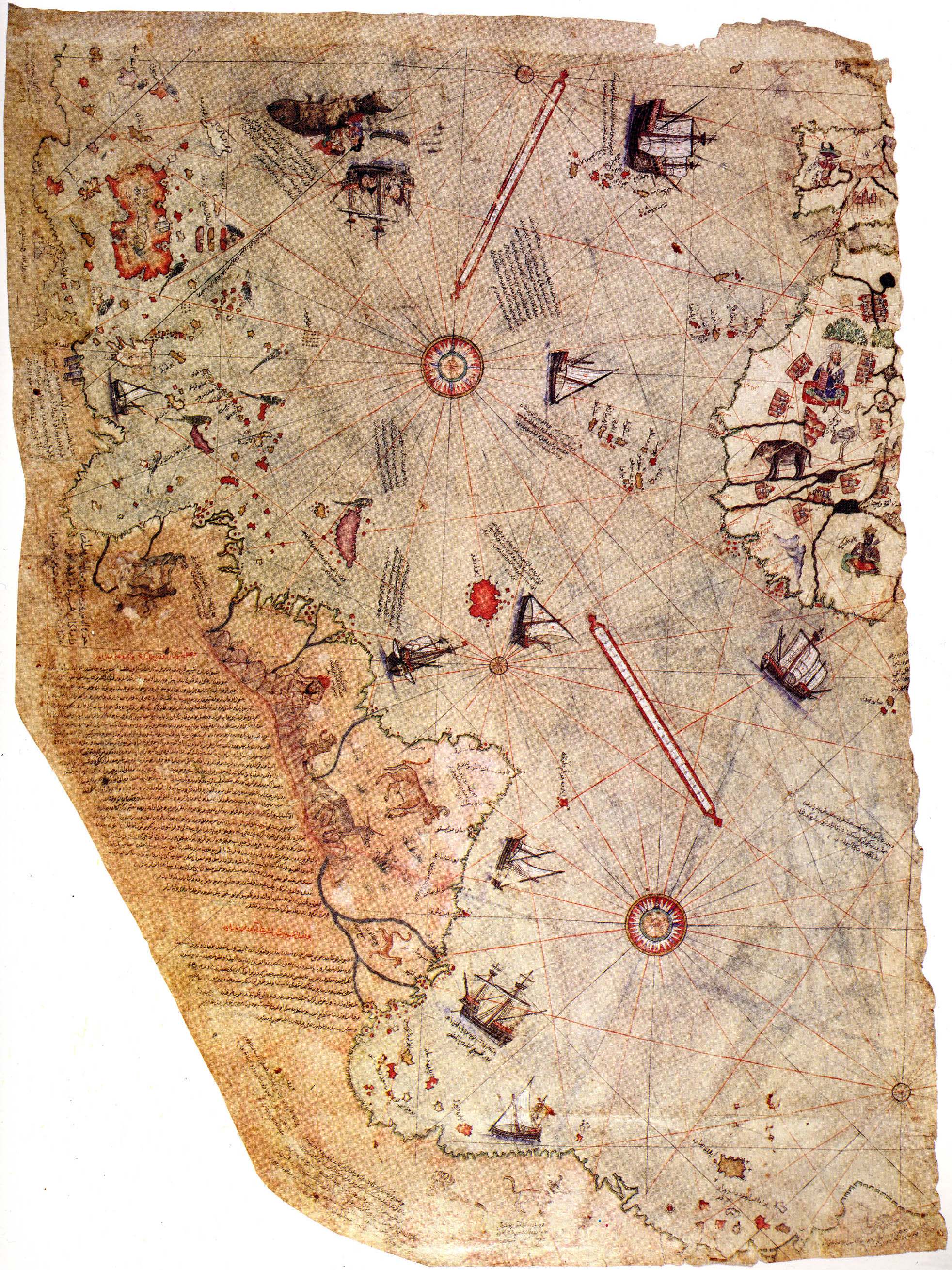
خريطة العالم التي رسمها ريس ويظهر فيها الجزء الغربي من قارة أفريقيا وشبه جزيرة أيبيريا وأجزاء من سواحل القارتين الأمريكتين والقارة القطبية الجنوبية
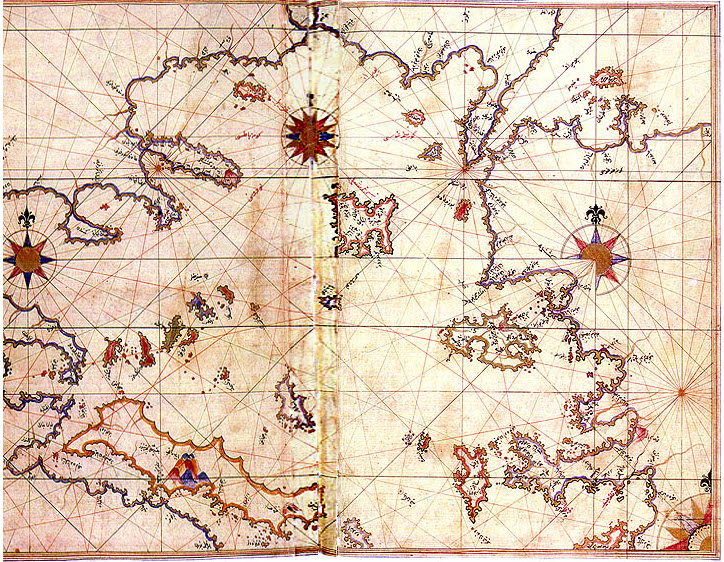
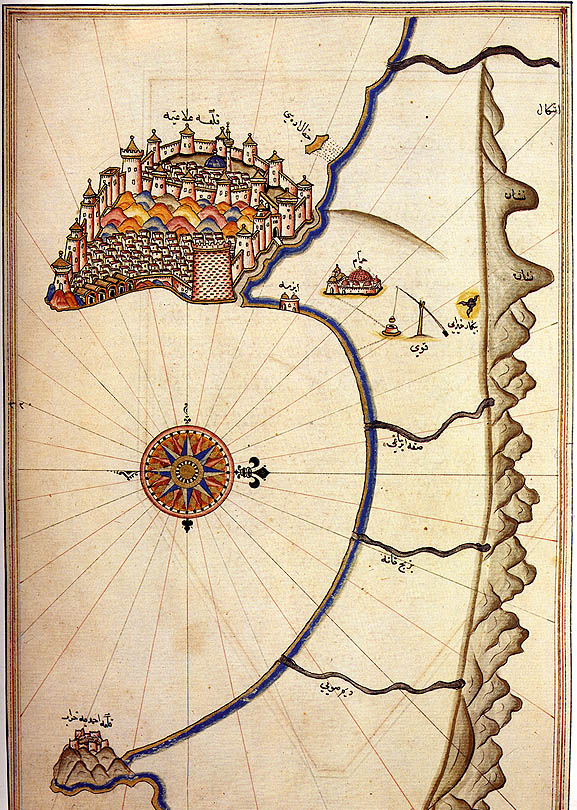
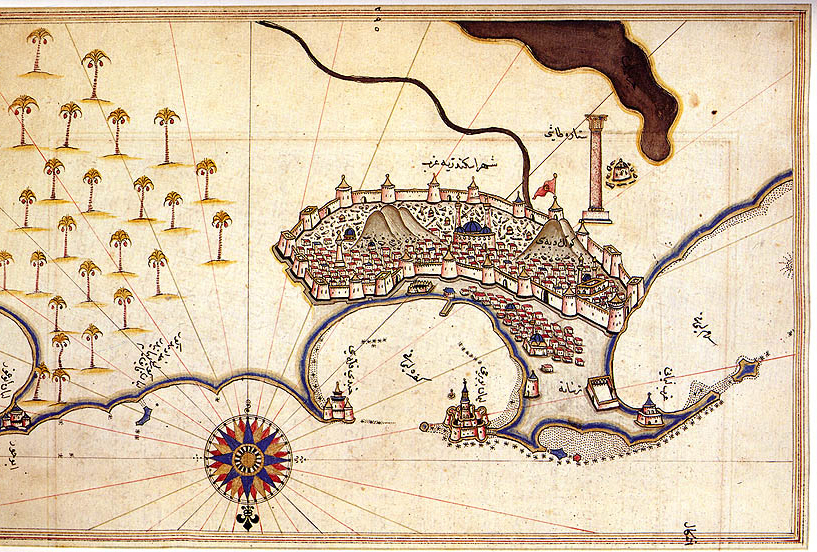
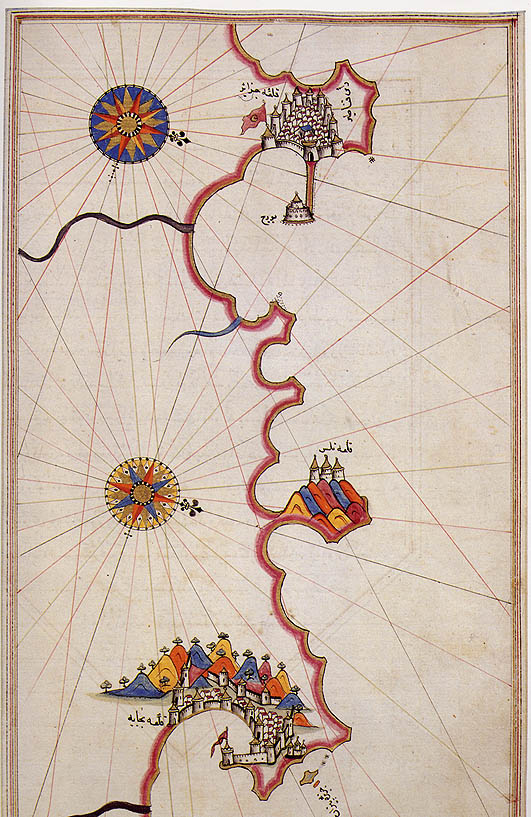
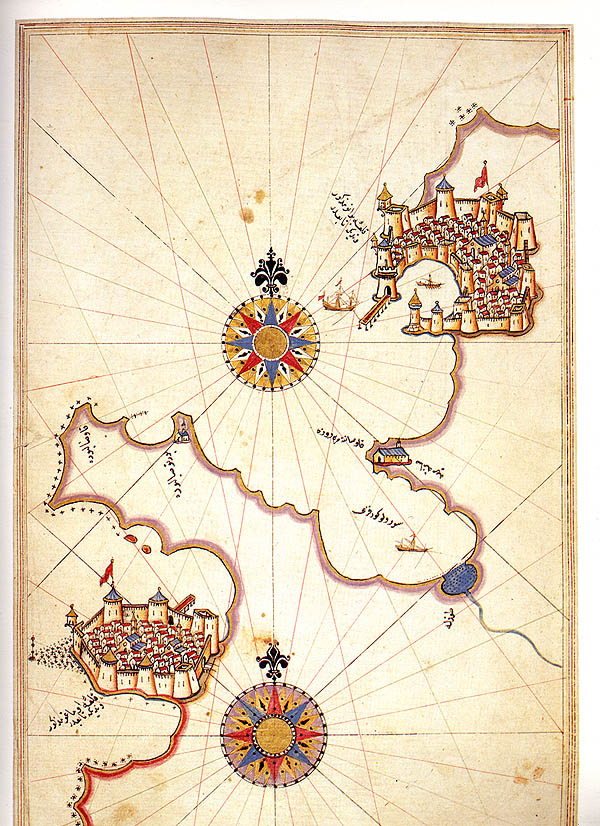
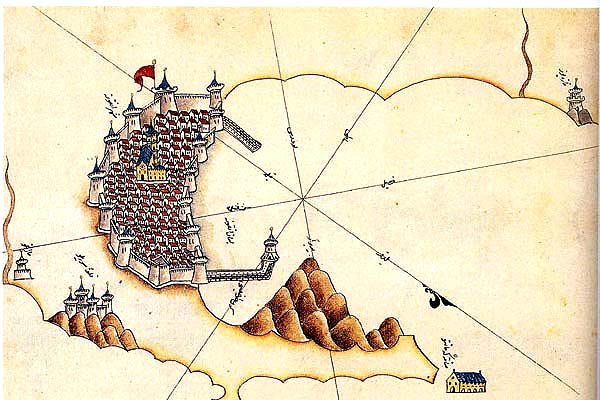
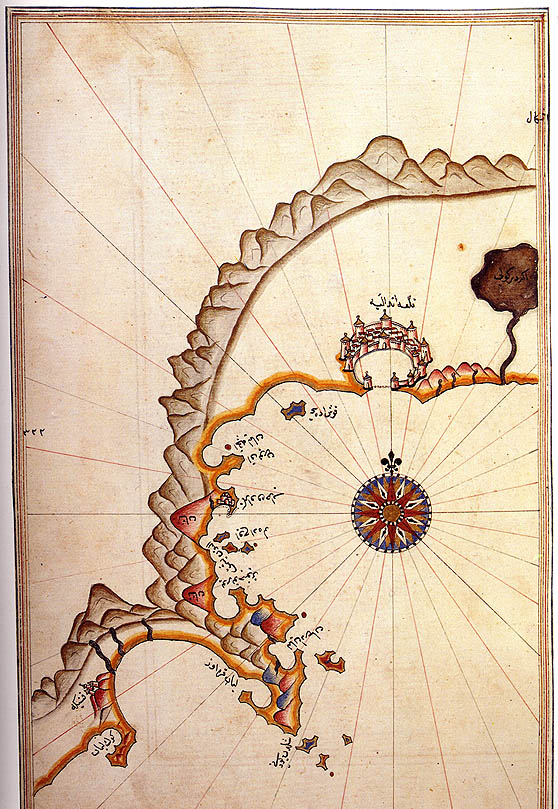
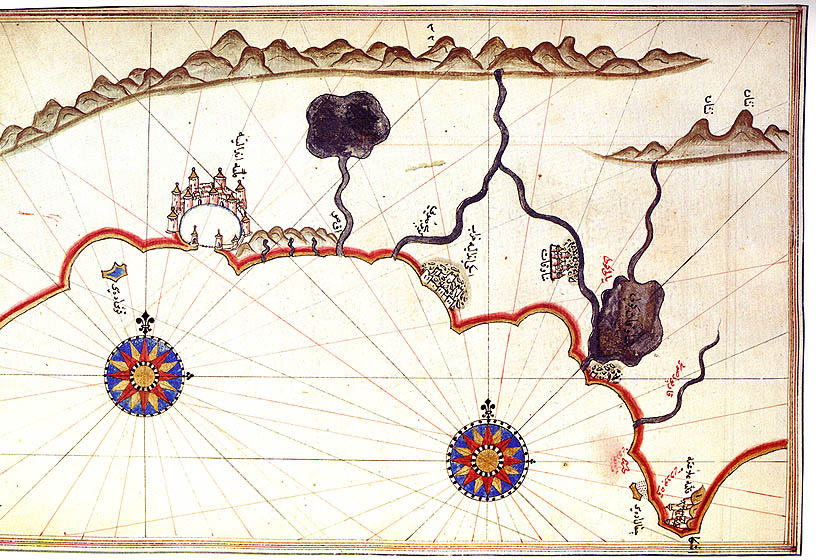
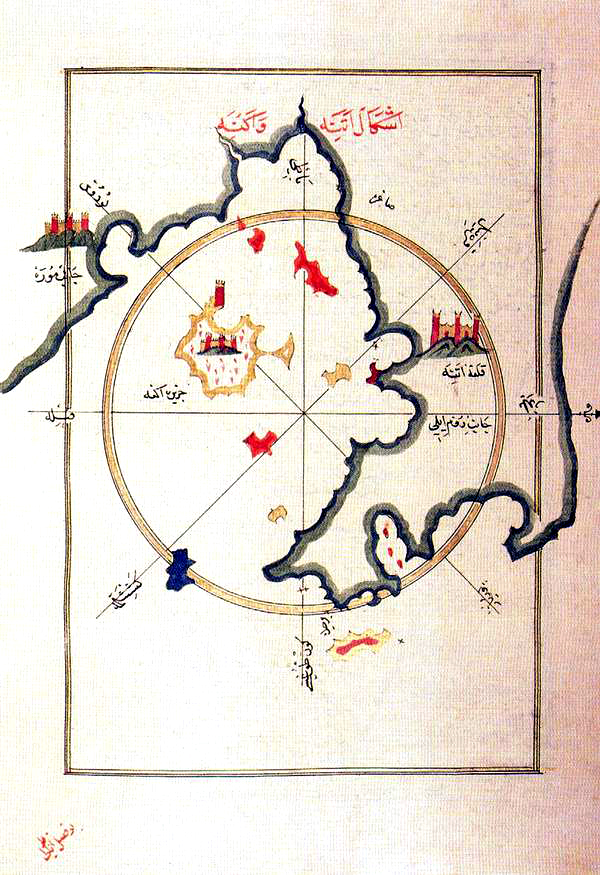
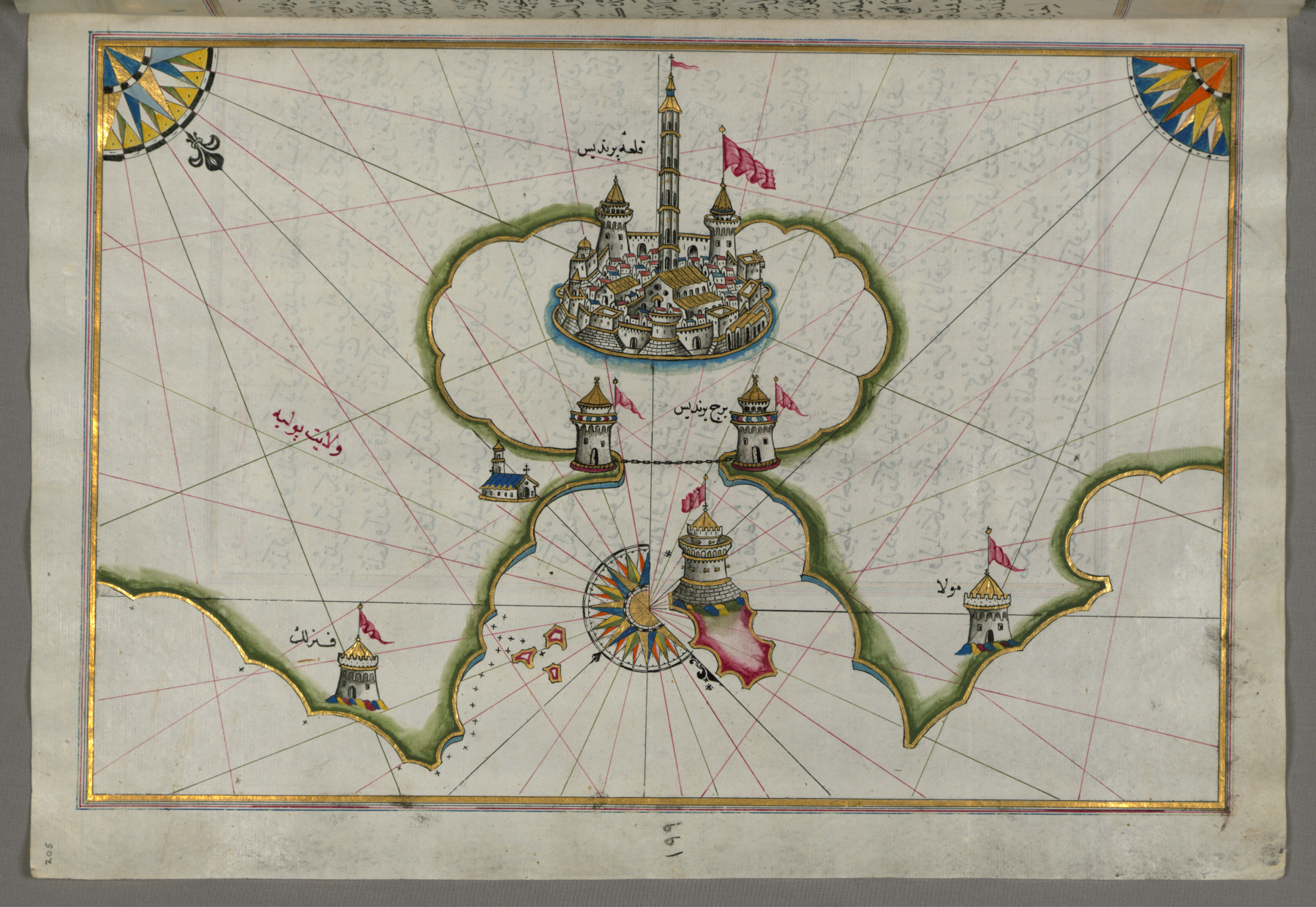
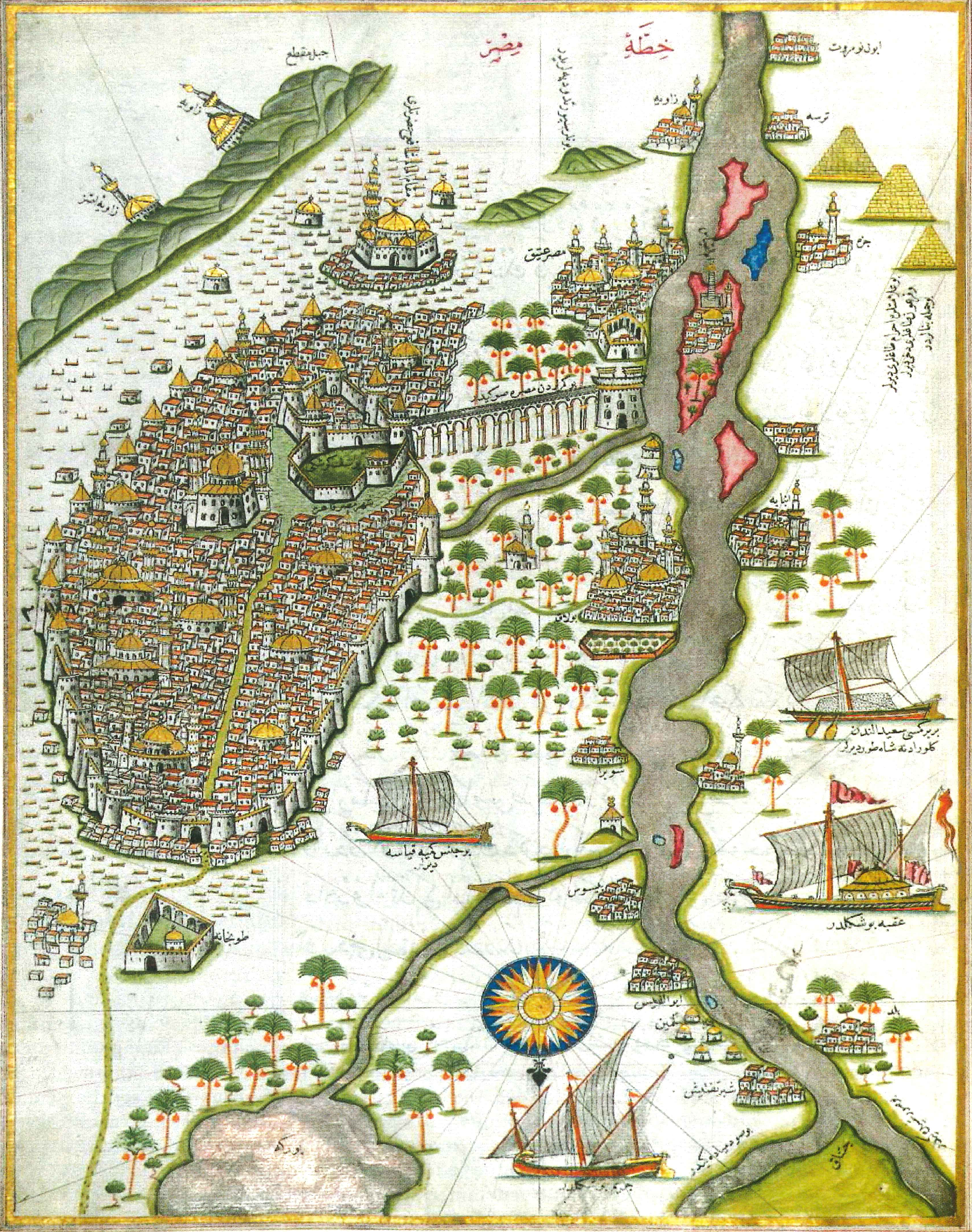
خريطة القاهرة.
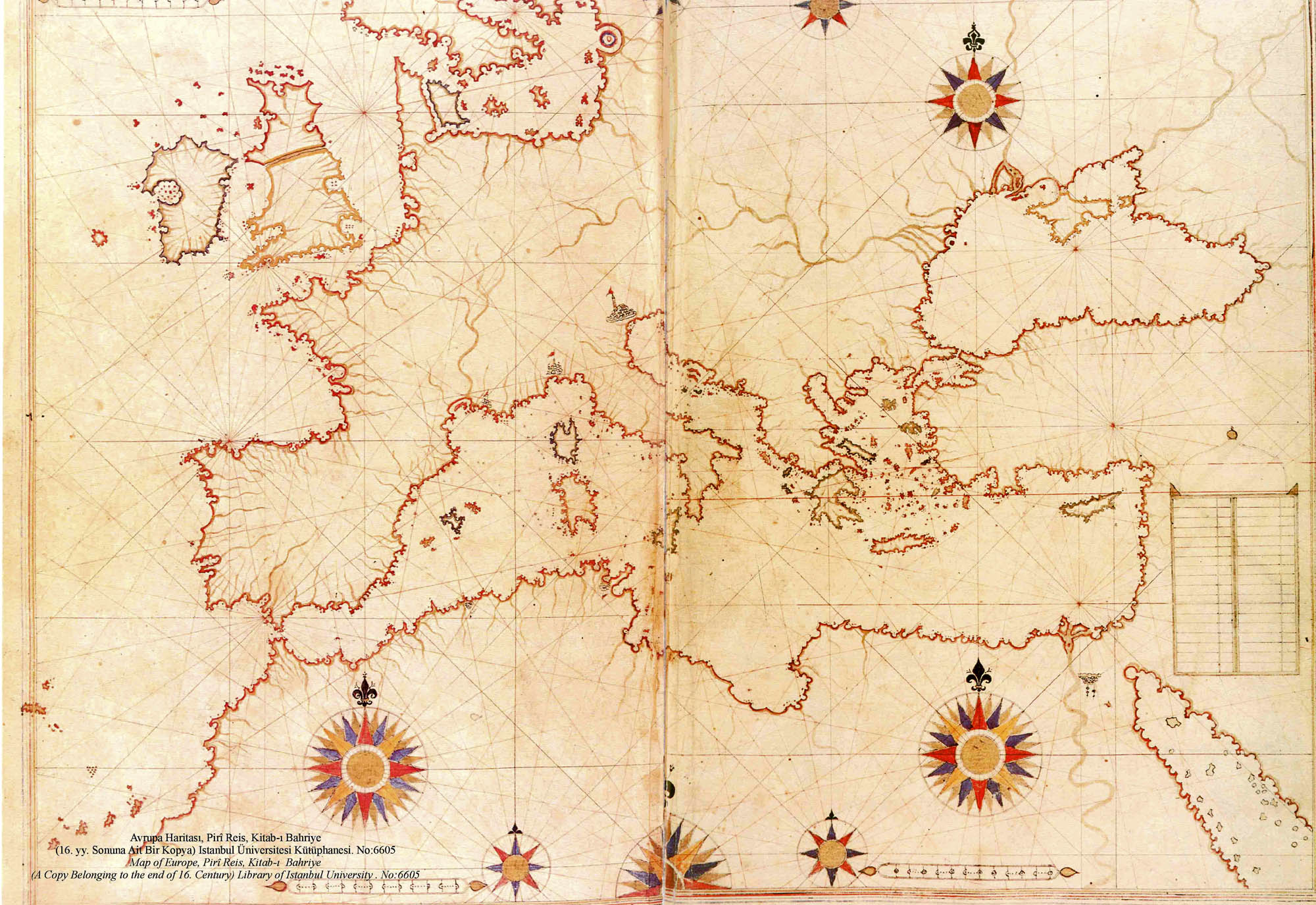
خريطة تاريخية لقارة أوروبا وشمال أفريقيا وغرب آسيا لبيري ريس.